# Liri Blues Festival
Das Liri Blues Festival, gegründet im Jahr 1988, ist eines der wichtigsten italienischen Bluesfestivals. Es findet jedes Jahr im Juli in Isola del Liri, 104 km östlich von Rom, statt. Isola del Liri verbindet seit 1997 eine Städtepartnerstadt mit New Orleans.

## Das Festival
Das Liri Blues Festival wird seit 1988 in Isola del Liri organisiert, einer kleinen Stadt, bekannt für ihren 28 Meter hohen Wasserfall im Herzen der Altstadt. Das Festival ist ein alljährliches, kostenloses Ereignis, das normalerweise im Juli stattfindet. Außer den Konzerten auf der Piazza De’ Boncompagni finden sich auch nächtliche Jam sessions und Straßenmusik. Beim Liri Blues spielten schon wichtige Musiker wie Albert King, Buddy Guy und Dr. John.

## Musiker
Bekannte Musiker, die seit 1988 beim Liri Blues gespielt haben:
| Johnny Adams                           | Albert King (1989)              | Luther Allison (1996)                        | Art Ensemble of Chicago                       |
| Alvin Batiste (1997)                   | Carey Bell (1999, 2005)         | Edoardo Bennato (alias Joe Sarnataro) (1993) | Eric Bibb (2000, 2003, 2011)                  |
| R. L. Burnside (1992)                  | Blue Stuff (1991, 2004)         | Billy Branch (1995, 1999)                    | Alex Britti (1991)                            |
| The Campbell Brothers (2008)           | Buddy Guy (1989)                | Hiram Bullock (1998)                         | Eric Burdon & The Animals (2005)              |
| Canned Heat (2000)                     | C. J. Chenier (1998)            | Roberto Ciotti (1990, 2004)                  | Jon Cleary (2008)                             |
| Michael Coleman (1992, 1995)           | James Cotton (1993)             | Popa Chubby                                  | Colosseum (2011)                              |
| Shemekia Copeland (2000)               | Jimmy Dawkins (1994)            | Willy DeVille (2007)                         | Bo Diddley (1997)                             |
| Rockin' Dopsie (1993)                  | Honeyboy Edwards (1991, 2003)   | Fairport Convention (2003)                   | The Fleshtones (1990)                         |
| Robben Ford (2001)                     | Ruthie Foster (2010)            | John Hammond (1990, 2001)                    | Corey Harris (1999, 2005)                     |
| Alvin Youngblood Hart (2003)           | Scott Henderson (1998)          | Holmes Brothers (2009)                       | Dr. John (2010)                               |
| Jimmy Johnson (1998)                   | Jorma Kaukonen (2003)           | Keb' Mo' (2012)                              | Willie Kent (2001)                            |
| Al Kooper (2006)                       | Sonny Landreth (2004, 2011)     | Paul Lamb (2003)                             | Bettye LaVette (2011)                         |
| Albert Lee (2011)                      | Louisiana Red (1988)            | Magic Slim (1988, 2000)                      | John Martyn (1990)                            |
| John Mayall & the Bluesbreakers (2001) | Mighty Sam McClain (1999, 2004) | Elliott Murphy (2003)                        | Matt 'Guitar' Murphy (1999)                   |
| Charlie Musselwhite (2000, 2007)       | Kenny Neal (1999, 2003)         | Maceo Parker (2009)                          | Pentangle                                     |
| Pinetop Perkins (1989)                 | Lucky Peterson (1999, 2004)     | Noel Redding (1989)                          | John Renbourn                                 |
| Zachary Richard (2003)                 | Duke Robillard                  | Jimmy Rogers (1997)                          | Roy Rogers (2002, 2005)                       |
| Roomful of Blues (1998)                | Son Seals (2000)                | Archie Shepp (1990)                          | Jimmy Smith (2004)                            |
| The Soul Stirrers (1996)               | Mike Stern (1998)               | Dr. Sunflower Jug Band                       | Taj Mahal (2005)                              |
| Melvin Taylor (1996)                   | Mick Taylor                     | Otis Taylor (2004, 2010)                     | Nada, Daniele Silvestri, Têtes de Bois (2006) |
| Hans Theessink (1994)                  | Robin Trower (2005)             | Derek Trucks (2009)                          | Ike Turner (1999)                             |
| Joe Louis Walker (1999)                | Katie Webster (1996)            | Junior Wells (1989)                          | Yellowjackets (2000)                          |

## Diskografie
- Dr. Sunflower and Piccola Orchestra La Viola: Omaggio a New Orleans (Live at Liri Blues 2006) (production: Liri Blues Festival and Terre in Moto, TIM011), 2010[3]

## Galerie

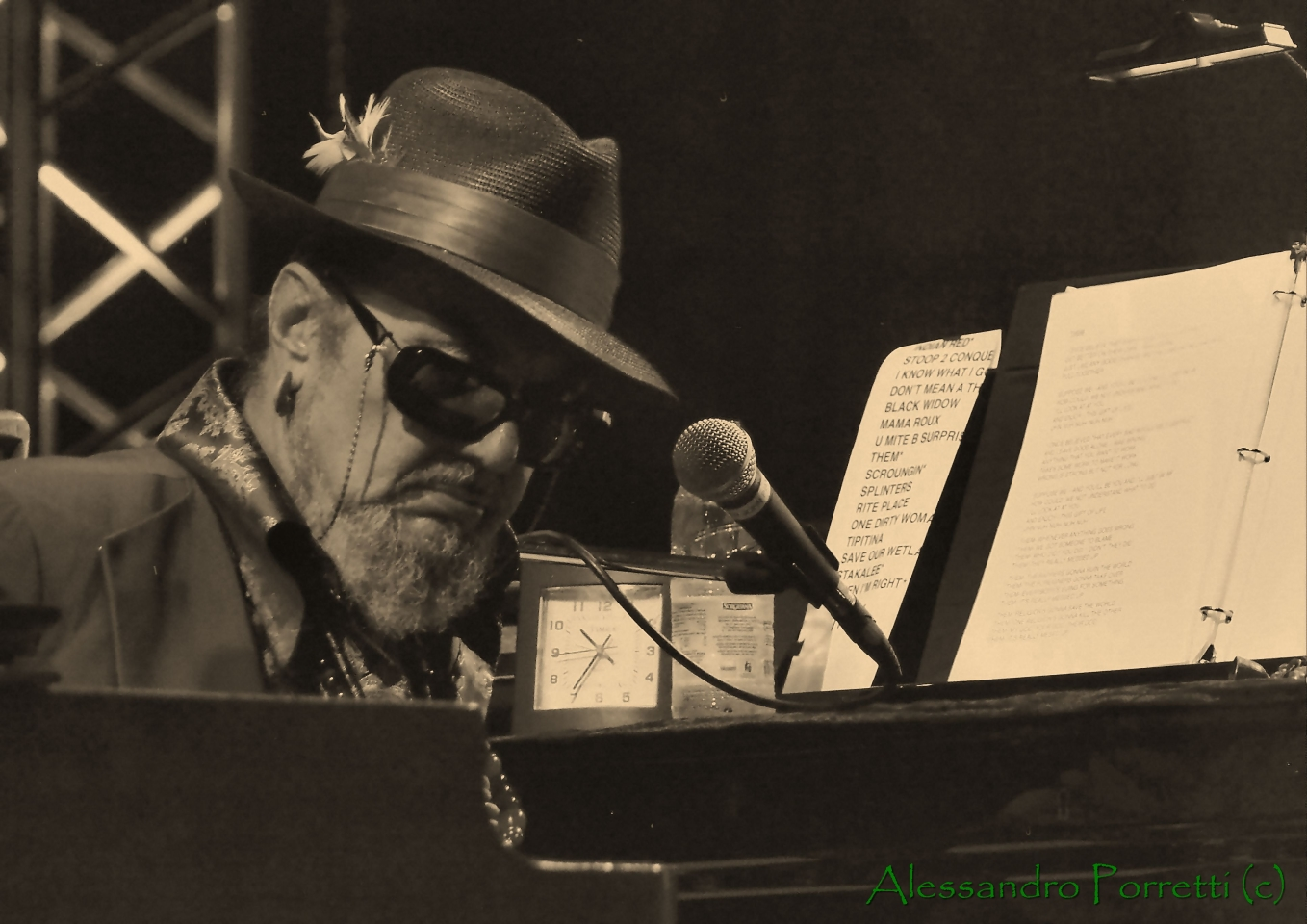
Dr. John
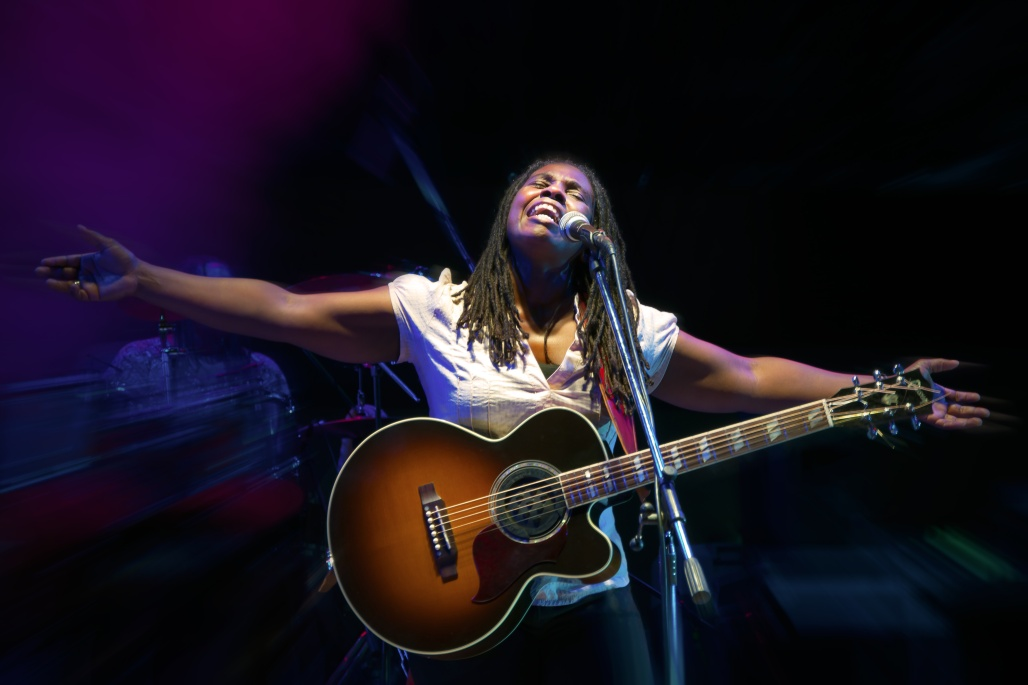
Ruthie Foster
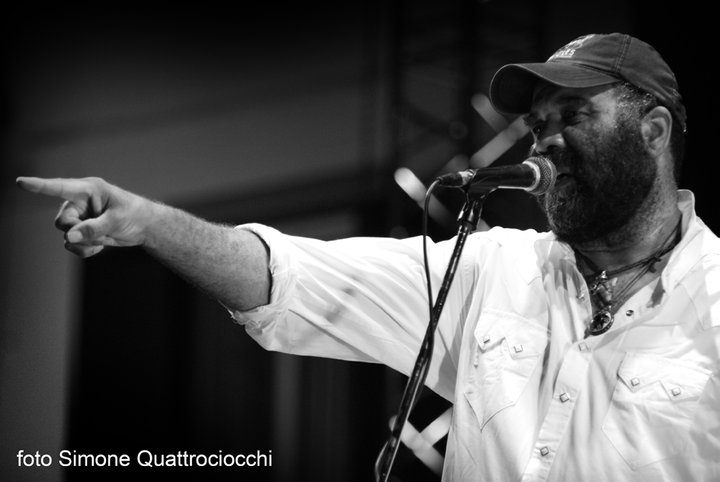
Otis Taylor
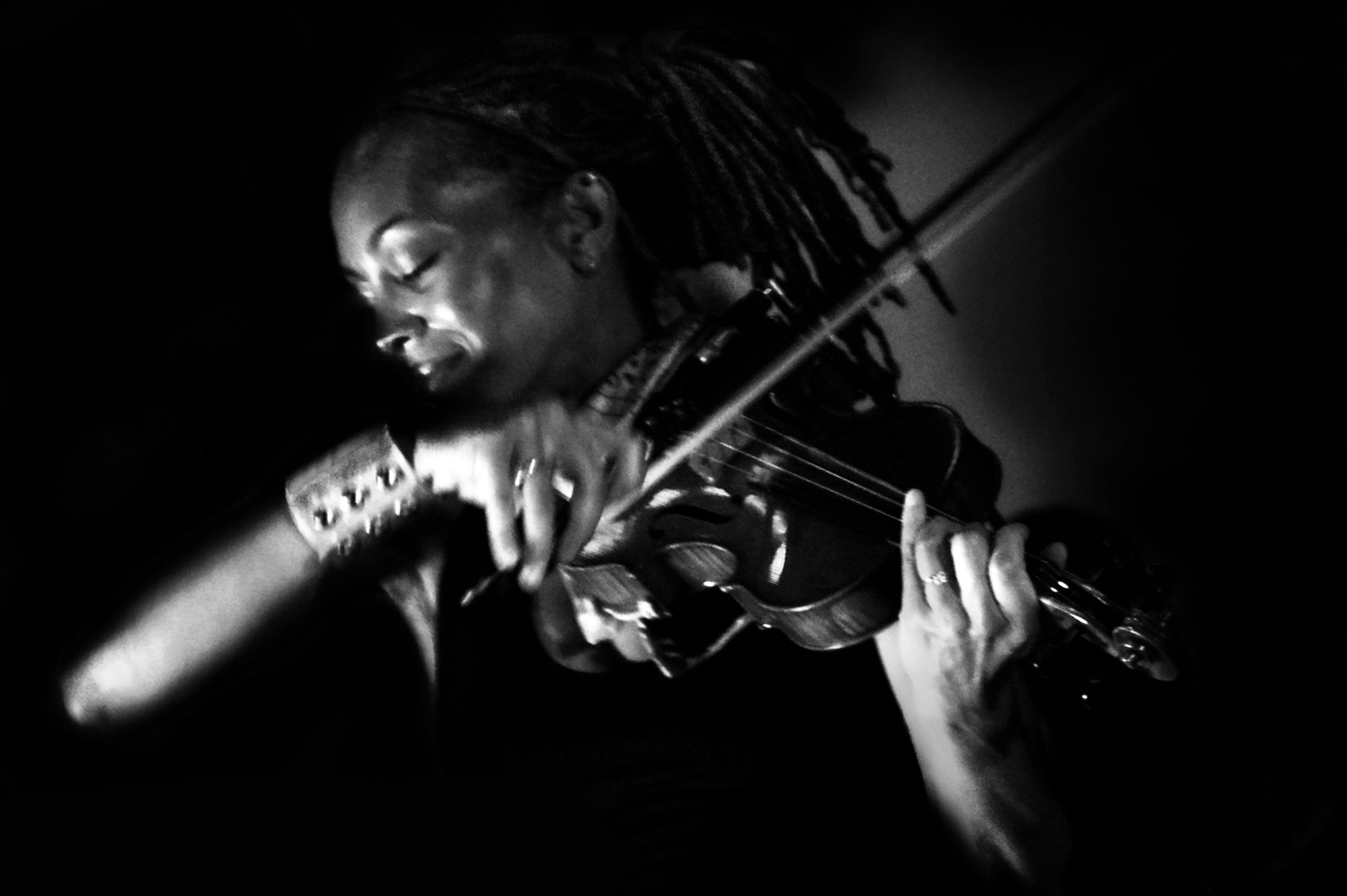
Anne Harris (Otis Taylor Band)
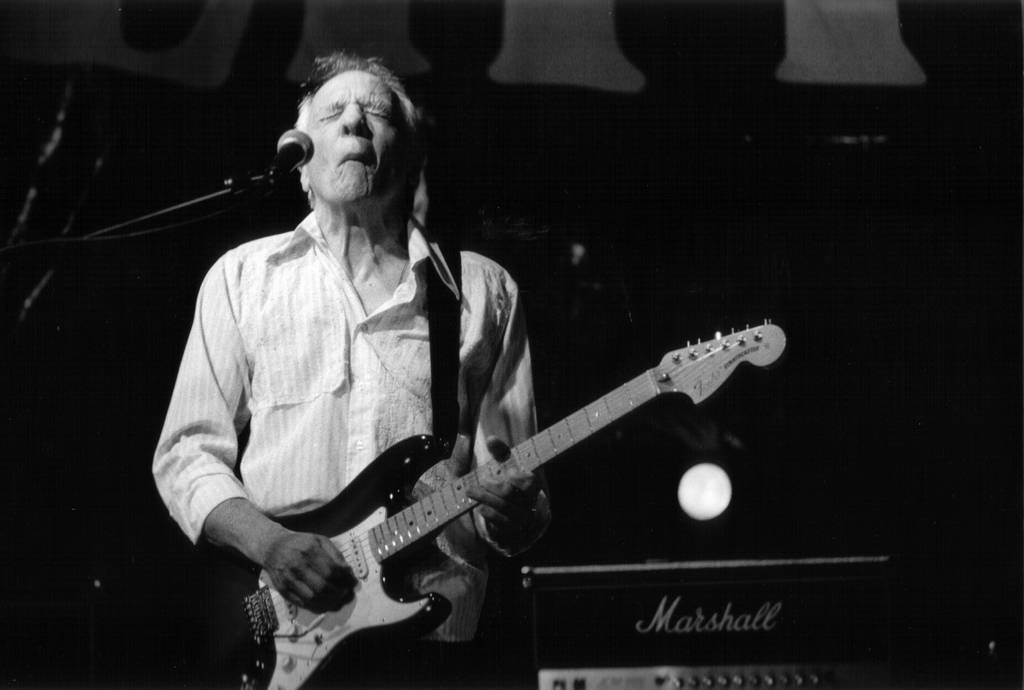
Robin Trower
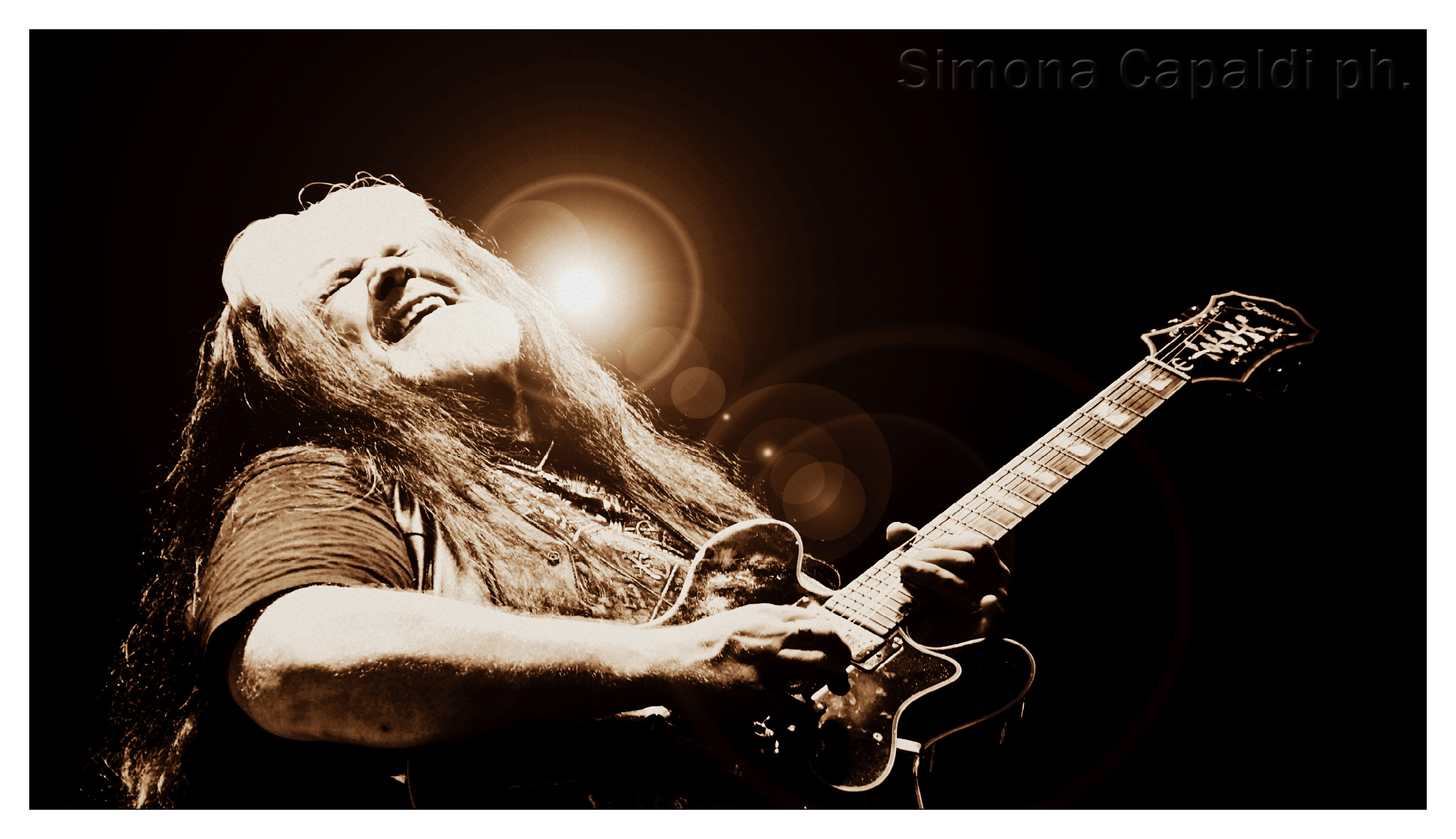
Rusty Wright
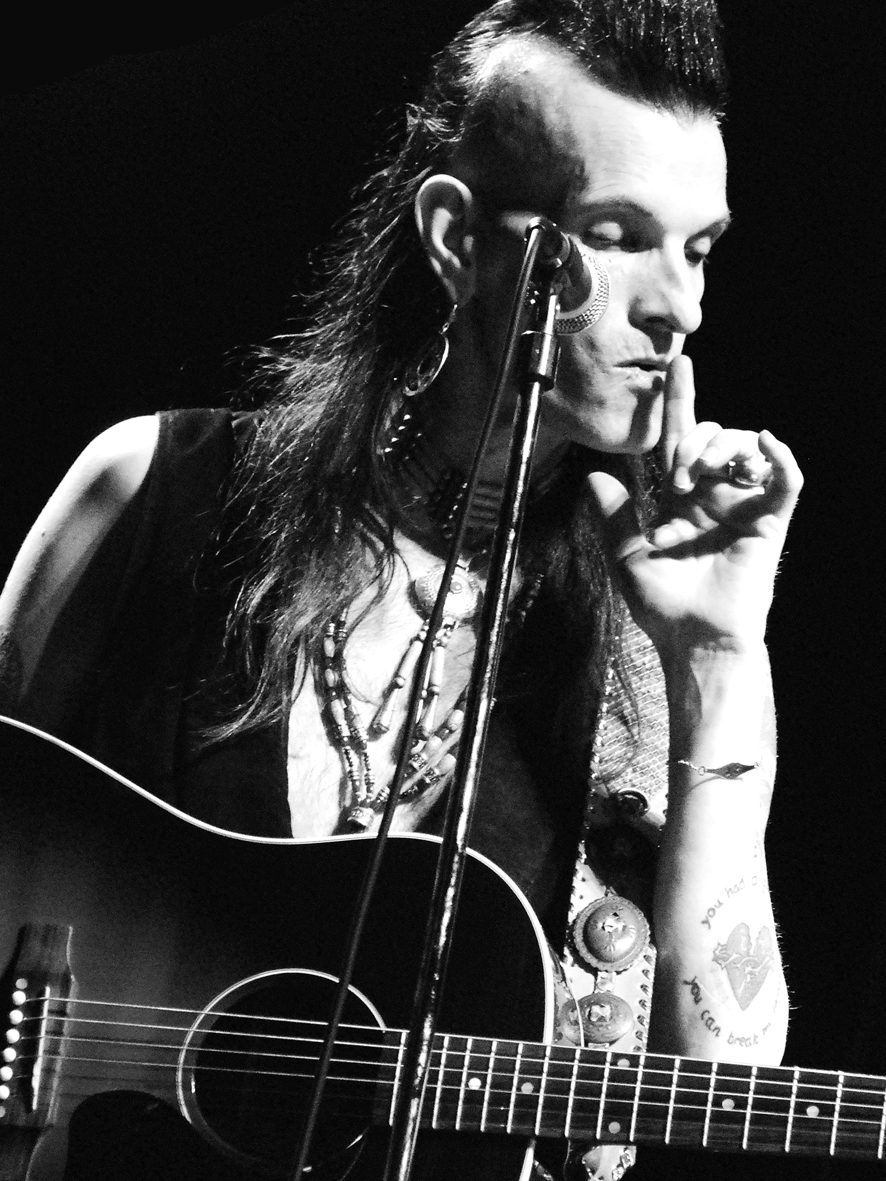
Willy DeVille
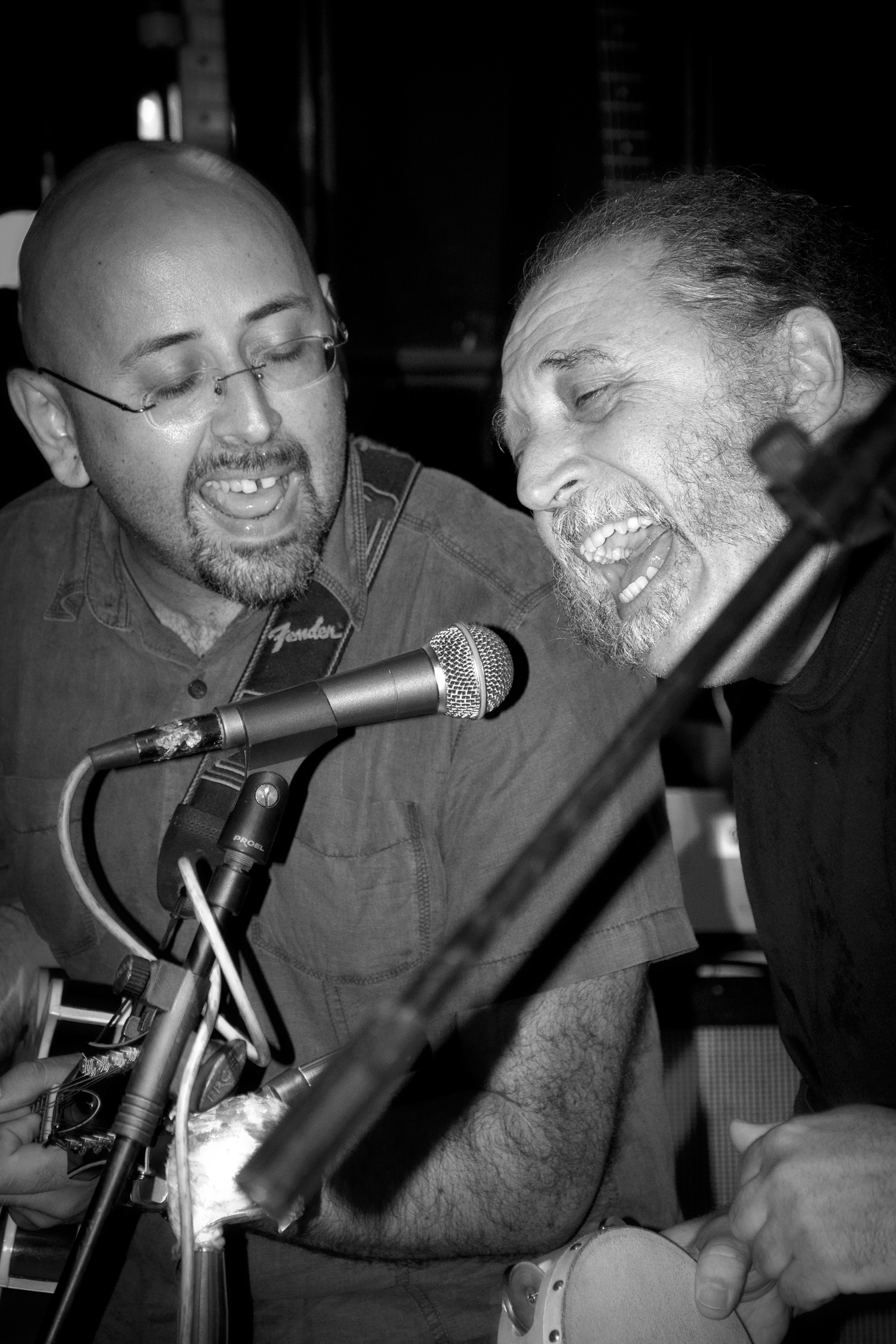
Mario Insenga und Lino Muoio